# Salassa royi
Salassa royi är en fjärilsart som beskrevs av Henry John Elwes 1887. Salassa royi ingår i släktet Salassa och familjen påfågelsspinnare. Inga underarter finns listade.